# ОЦ-14
ОЦ-14 «Гроза» — российский штурмовой стрелково-гранатомётный комплекс, разработанный ЦКИБ СОО в 1993 году. Представляет собой вариант автомата ОЦ-12 «Тисс» (в свою очередь созданного на базе  АКС74У), выполненный по схеме булл-пап. На него устанавливается несколько упрощённый вариант съёмного подствольного гранатомёта ГП-25 «Костёр». Такая компоновка позволила создать компактное мощное оружие. Автоматный и гранатомётный огонь управляются единым спусковым крючком. Переключение режима «автомат-гранатомёт» осуществляется кнопочным переводчиком, расположенным на правой стороне ствольной коробки. Прицел открытого типа размещён на П-образной стойке, которая может служить для переноски оружия в руке. Предусмотрена возможность установки глушителя, лазерного целеуказателя, оптического прицела и тактического фонаря. Комплекс унифицирован с АКС74У на 70 %.

## Разработка
Разработка автомата под индексом ОЦ-14 (Образец ЦКИБ) была начата в 1992 году в инициативном порядке конструкторами В. Н. Телешом, Н. Мыскиным и Ю. В. Лебедевым, а в 1994 году он был впервые открыто продемонстрирован публике.
Перед разработчиками была поставлена задача создать мобильное, компактное оружие ближнего боя модульной конструкции с высокой пробивной способностью.
ОЦ-14 изначально проектировался с учётом установки на него подствольного гранатомёта ГП-25, поскольку установка подствольного гранатомёта на автоматы классической компоновки (например, АК74) приводит к постоянному перевесу в сторону дульного среза, тем самым значительно затрудняя прицельную стрельбу.
В автомате использовались промежуточные патроны 9×39 мм (СП-5, СП-6 и ПАБ-9), применявшиеся в ВСС, АС «ВАЛ», СР-3. Для разведки и армейского спецназа был создан опытный вариант под патрон 7,62×39 мм. Данная модификация автомата не получила распространения из-за того, что «Грозу» планировали применять для боёв на коротких дистанциях и внутри помещений, а дистанция стрельбы при использовании патрона АК 7,62 возрастала до 600—800 м, была избыточной и повышала риск рикошетов в замкнутых пространствах.
Модульная конструкция позволяла использовать автомат с удлинённым надульником и передней рукоятью, либо с заменяющим их глушителем, а также в качестве стрелково-гранатомётного комплекса.
«Гроза» проходила войсковые испытания во время Первой чеченской кампании в 1995—1996 гг. В это время под патрон 9×39 мм началось производство тульского малогабаритного автомата 9А-91, превосходившего «Грозу» по кучности стрельбы.

## Достоинства
- Компактность и сравнительно небольшая масса оружия.
- Компоновка по схеме «булл-пап» обеспечила хороший баланс (при использовании глушителя или подствольного гранатомета[источник не указан 525 дней]) и уменьшила подскок ствола.
- Надёжность на уровне автомата Калашникова.
- Патроны 9×39 мм СП-5, СП-6 и ПАБ-9 с дозвуковой скоростью полёта пули, вместе с присоединяемым глушителем, обеспечивают хорошую бесшумность огня и минимизирует видимость дульной вспышки, что в свою очередь не слепит и самого стрелка при использовании ПНВ.
- Большая масса 9-мм пули (16 гр) и её удачная форма выдают крайне эффективные показатели убойного и пробивного действия при очень скромных значениях кинетической энергии. Большая масса так же позволяет вести более точную стрельбу на дальние дистанции — несмотря на малую начальную скорость, пуля почти не сносится движением ветра.
- Модульность — возможность преобразовать комплекс в автомат, штурмовой автомат (с установленной передней тактической рукоятью), гранатомёт и снайперскую винтовку.

## Недостатки
- Короткая прицельная линия затрудняет прицеливание. Большая крутизна траектории полёта пули калибра 9 мм затрудняет выбор точки прицеливания, особенно при стрельбе на большую дальность.
- Схема булл-пап вызывает затруднения при смене магазина по сравнению с традиционной.
- Небольшая ёмкость магазина у варианта «Гроза-4» — всего 20 патронов, что в сочетании с предыдущим пунктом и относительно высокой скорострельностью негативно влияет на общую огневую мощь винтовки.
- Использование одного спускового крючка замедляет переход с автомата на гранатомёт и обратно.
- Крепление «ласточкин хвост» для оптического или ночного прицела приходится ставить дополнительно.
- Смещённый назад центр тяжести у вариантов без подствольного гранатомёта.
- Невозможность стрельбы с левого плеча[6] (выброс гильз происходит в правую сторону, а при прицельной стрельбе возможна травма от удара рукояткой взведения).
- При стрельбе очередями возникает загазованность в районе лица стрелка[6].
- Непродуманное расположение предохранителя-переводчика режимов огня, оставленного на прежнем (как у АК) месте, которое, учитывая компоновку булл-пап, замедляет операции с ним[источник не указан 525 дней].

Однако часть этих недостатков не имеет особого значения из-за области применения оружия, разработанного для ведения боя в городских условиях, где присутствуют замкнутые или полузамкнутые пространства с большим количеством укрытий и относительно небольшой дистанцией для стрельбы.

## Модификации
| Обозначение | Классификация                                                           | Патрон     |
| ----------- | ----------------------------------------------------------------------- | ---------- |
| ОЦ-14-1А    | стрелково-гранатометный комплекс «Гроза-1» (ТКБ-0239)                   | 7,62×39 мм |
| ОЦ-14-4     | стрелково-гранатометный комплекс «Гроза-4»                              | 9×39 мм    |
| ОЦ-14-4А    | штурмовое оружие (автомат с гранатометом)                               | 9×39 мм    |
| ОЦ-14-4А-01 | 9-мм штурмовой автомат                                                  | 9×39 мм    |
| ОЦ-14-4А-02 | 9-мм штурмовой автомат малогабаритный                                   | 9×39 мм    |
| ОЦ-14-4А-03 | 9-мм штурмовой автомат специальный (с глушителем и оптическим прицелом) | 9×39 мм    |

Вариант «Гроза-1» (ОЦ-14-1А) был создан для армейского спецназа, а «Гроза-4» (ОЦ-14-4) для спецназа МВД России.

## Применение
Автоматы выпускались небольшими сериями и большого распространения в войсках не получили. Тем не менее, небольшое число образцов пошло на экспорт в США, Чехию, Хорватию и Францию. Впоследствии довольно крупная партия этого оружия чешского производства была поставлена в США, где оно использовалось в разведывательных и штурмовых частях сухопутных войск, дислоцированных в Афганистане и Ираке.
Стрелково-гранатомётный комплекс поставляется в жёстком переносном кейсе, внутри которого помимо самого автомата помещаются: ПБС (прибор бесшумной стрельбы), гранатомёт, передняя тактическая рукоять, оптический прицел с наглазником, два запасных магазина, ремень для переноски, рукоять автомата со спусковым крючком при использовании автомата без установленного гранатомёта, принадлежности для чистки и смазки автомата.

## Оружие в играх
- В серии игр S.T.A.L.K.E.R. автомат представлен как Гром С14: в игре используются патроны ПАБ-9 и СП-5 калибра 9x39 мм. Предусмотрено использование подствольного гранатомёта ГП-25 «Костёр» с 40-мм гранатами. Имеет характерный приглушённый звук выстрела в игре[8]. Как и все оружие в игре — левозатворный.
- Встречается в мобильной игре Arena Breakout[9].
- Представлено также в игре PUBG.
- Представлено в игре 7,62.
- В Battlefield 4 есть два варианта Грозы: карабин Гроза-1 и персональное оружие самообороны для класса Инженер Гроза-4 с несъёмным глушителем.
- В игре Far-Cry 6 присутствуют два варианта Грозыː одно оружие согласно игровой механике является автоматом, другое - пистолетом-пулеметом. В игре также пресутвуют уникальные версии обоих вариантов данного оружия. Также Гроза установлена на автоматическую турель которую используют техники FND и может использовать сам игрок.

## Комментарии
1. ↑  Упрощение прежде всего заключается в отсутствии пистолетной рукоятки со спусковой скобой и спусковым крючком.